# Ешильырмак
Еши́льырма́к (Еши́ль-Ирма́к; тур. Yeşilırmak) — одна из крупнейших рек на севере Турции. Длина — 519 км. Площадь водосбора выше города Чаршамба — 35 865 км³. Среднегодовой сток на посту в городе — 151,008 м³/с.
Ешильырмак берёт начало на западной окраине Армянского нагорья, к северо-востоку от города Сивас. Впадает в Чёрное море неподалёку от города Самсун. Имеет ряд крупных притоков. Маловодна; резкие колебания уровня. Несудоходна.
Название означает в переводе с турецкого «зелёная река» (yeşil — зелёный, ırmak — река). В античной географии река называлась Ирис (др.-греч. Ίρις).